# Serapion (Majewski)
Serapion, imię świeckie Simieon Majewski (ur. 1827 w guberni charkowskiej, zm. 23 listopada?/5 grudnia 1891) – rosyjski biskup prawosławny.

## Życiorys
Był synem duchownego prawosławnego. Po ukończeniu seminarium duchownego w Charkowie rozpoczął wyższe studia teologiczne w Petersburskiej Akademii Duchownej i jako ich słuchacz wstąpił do monasteru. Wieczyste śluby mnisze złożył 3 kwietnia 1851, 7 kwietnia tego samego roku został wyświęcony na hierodiakona, a 11 września (już po ukończeniu studiów) – na hieromnicha. W tym samym roku został nadzorcą szkoły duchownej w Kiriłłowie. Po dwóch latach przeniesiono go na stanowisko wykładowcy w szkole duchownej w Starej Russie. W 1853 obronił dysertację magisterską w dziedzinie teologii.
Od 1857 był wykładowcą w seminarium duchownym w Rydze, a od 1859 do 1862 – jego inspektorem, od 1861 z godnością archimandryty. W 1862 uzyskał stanowisko rektora seminarium duchownego w Samarze.
4 maja 1869 miała miejsce jego chirotonia na biskupa nowogrodzko-siewierskiego, wikariusza eparchii czernihowskiej. Siedem lat później został ordynariuszem tejże administratury. Jako biskup szczególnie opiekował się monasterami, sam prowadził ascetyczny tryb życia. W 1880 założył również kasę emerytalną dla duchowieństwa eparchii czernihowskiej.
W 1882 został przeniesiony na katedrę archangielską i chołmogorską, na której pozostawał przez trzy lata. W 1885 mianowano go biskupem jekaterynosławskim i taganroskim. Urząd ten sprawował do śmierci. Został pochowany w monasterze w Mikołajowie.